# بني إدريس (بو جديان)
بني ادريس هي إحدى مشيخات المملكة المغربية، تتبع جغرافيا لإقليم العرائش وإداريًا لبو جديان. يقدر عدد سكانها بـ 5344 نسمة حسب الإحصاء الرسمي للسكان والسكنى لسنة 2004.